# Lista monumentelor ocrotite de stat din raionul Căușeni
Lista monumentelor din raionul Căușeni cuprinde monumentele patrimoniului cultural din raionul Căușeni înscrise în Registrul monumentelor Republicii Moldova ocrotite de stat.
Registrul monumentelor Republicii Moldova ocrotite de stat a fost aprobat prin Hotărârea Parlamentului nr. 1531-XII împreună cu Legea nr. 1530-XII privind ocrotirea monumentelor RM din 22 iunie 1993. În Monitorul Oficial nr. 1 din 1994 a fost publicată doar Legea, fără a include însă și Registrul, care a fost publicat mult mai târziu, la 2 februarie 2010. A nu se confunda cu Registrul arheologic național sau cel al monumentelor de for public, care sunt liste diferite ce vizează doar anumite compartimente ale patrimoniului cultural, întocmite în baza unor legi separate.
Lista completă este menținută și actualizată periodic de către Ministerul Culturii din Republica Moldova, dar înainte ca modificările să intre în vigoare acestea trebuie să fie aprobate de către Parlament. Această listă este menită să cuprindă și actualizările ulterioare.
| Nr. | Localizare                                                              | Denumire | Datare         | Tip   | Însemnătate | Imagine                 | Erori             |
| --- | ----------------------------------------------------------------------- | --- | -------------- | ----- | ----------- | ----------------------- | ----------------- |
| 122 | Căușeni 46°38′23″N 29°24′39″E / 46.6398°N 29.4108°E                     | Biserica „Adormirea Maicii Domnului”                                                                             | sec. XVI-XVIII | At    | N           | galerie \| Încarcă foto | Raportează eroare |
| 123 | Căușeni 46°38′26″N 29°24′36″E / 46.640561970429°N 29.409929218263°E     | Biserica „Sf. Apostoli Petru și Pavel”                                                                           | 1870           | At    | N           | galerie \| Încarcă foto | Raportează eroare |
| 124 | Căușeni 46°38′44″N 29°25′32″E / 46.645642°N 29.425611°E                 | Biserica „Sf. Împărați Constantin și Elena”                                                                      | 1829           | At    | N           | galerie \| Încarcă foto | Raportează eroare |
| 125 | Căușeni 46°39′22″N 29°24′20″E / 46.656°N 29.405611111111°E              | Complexul de clădiri al spitalului                                                                               | înc. sec. XX   | Is At | N           | Încarcă foto            | Raportează eroare |
| 126 | Căușeni 46°38′31″N 29°24′35″E / 46.641889°N 29.40974°E                  | Monument la mormântul comun al 86 ostași căzuți în 1944                                                          | 1969           | Is    | N           | galerie \| Încarcă foto | Raportează eroare |
| 129 | Baccealia 46°41′21″N 29°16′56″E / 46.689299°N 29.282226°E               | Biserica „Sf. Nicolae”                                                                                           | 1813           | At    | N           | Încarcă foto            | Raportează eroare |
| 130 | Baccealia                                                               | Monument în memoria consătenilor căzuți în război (1941-1945)                                                    |                | Is    | L           | Încarcă foto            | Raportează eroare |
| 131 | Baccealia 46°41′38″N 29°16′40″E / 46.693888248819°N 29.277743513225°E   | Monument la mormântul comun al 13 ostași căzuți în 1944                                                          |                | Is    | N           | Încarcă foto            | Raportează eroare |
| 133 | Chircăiești 46°43′17″N 29°31′59″E / 46.721270403971°N 29.532958690803°E | Biserica „Sf. Arhangheli Mihail și Gavriil”                                                                      | 1847           | At    | N           | Încarcă foto            | Raportează eroare |
| 134 | Chircăiești 46°43′14″N 29°31′42″E / 46.72062158799°N 29.528317991532°E  | Monument la mormântul comun al 263 ostași căzuți în 1944                                                         | 1968           | Is    | N           | Încarcă foto            | Raportează eroare |
| 137 | Cîrnățeni 46°39′09″N 29°29′30″E / 46.652530781709°N 29.491537917424°E   | Biserica „Sf. Arhangheli Mihail și Gavriil”                                                                      | 1818           | At    | N           | Încarcă foto            | Raportează eroare |
| 138 | Cîrnățeni                                                               | Monument la mormântul a 41 ostași căzuți în 1944 și în memoria consătenilor căzuți în război (1941-1945)         | 1959           | Is    | N           | Încarcă foto            | Raportează eroare |
| 140 | Fîrlădeni 46°47′04″N 29°22′11″E / 46.784456356541°N 29.369725274386°E   | Monument la mormântul comun al ostașilor căzuți în 1944                                                          | 1972           | Is    | N           | Încarcă foto            | Raportează eroare |
| 142 | Gîsca 46°46′53″N 29°25′51″E / 46.781290698128°N 29.430805763608°E       | Biserica „Nașterea Maicii Domnului”                                                                              | 1881           | At    | N           | Încarcă foto            | Raportează eroare |
| 143 | Gîsca 46°46′53″N 29°25′47″E / 46.781375580115°N 29.42984569397°E        | Monument la mormântul comun al 37 ostași căzuți în 1944                                                          | 1972           | Is    | N           | Încarcă foto            | Raportează eroare |
| 145 | Grigorievca 46°41′37″N 29°19′38″E / 46.693569°N 29.327097°E             | Monument la mormântul comun al 38 ostași căzuți în 1944                                                          | 1975           | Is    | N           | galerie \| Încarcă foto | Raportează eroare |
| 147 | Hagimus                                                                 | Memorial militar la mormântul a 485 ostași căzuți în 1944                                                        | 1968           | Is    | N           | Încarcă foto            | Raportează eroare |
| 148 | Marianca de Sus                                                         | Memorial militar la mormântul a 11 ostași căzuți în 1944                                                         | 1949           | Is    | N           | Încarcă foto            | Raportează eroare |
| 150 | Opaci 46°34′47″N 29°20′53″E / 46.579686°N 29.348051°E                   | Biserica „Acoperământul Maicii Domnului”                                                                         | 1899           | At    | N           | Încarcă foto            | Raportează eroare |
| 151 | Opaci                                                                   | Monument la mormântul comun al 38 ostași căzuți în 1944 și în memoria consătenilor căzuți în război              | 1959           | Is    | N           | Încarcă foto            | Raportează eroare |
| 152 | Plop-Știubei 46°40′34″N 29°31′08″E / 46.67615389161°N 29.519000710213°E | Monument la mormântul comun al 719 ostași căzuți în 1944 și în memoria consătenilor căzuți în război (1941-1945) |                | Is    | N           | Încarcă foto            | Raportează eroare |
| 153 | Săiți 46°29′55″N 29°24′10″E / 46.498667125076°N 29.402642306429°E       | Memorial la mormântul comun al ostașilor căzuți în 1944                                                          |                | Is    | N           | galerie \| Încarcă foto | Raportează eroare |
| 154 | Sălcuța 46°35′50″N 29°15′12″E / 46.597275°N 29.253323°E                 | Biserica „Adormirea Maicii Domnului”                                                                             | 1871           | At    | N           | galerie \| Încarcă foto | Raportează eroare |
| 155 | Sălcuța 46°35′53″N 29°15′10″E / 46.598144221469°N 29.25266435583°E      | Monument la mormântul comun al ostașilor căzuți în război (1941-1945)                                            | 1980           | Is    | N           | galerie \| Încarcă foto | Raportează eroare |
| 157 | Tănătari 46°43′11″N 29°25′10″E / 46.719719205197°N 29.41939745862°E     | Biserica „Adormirea Maicii Domnului”                                                                             | 1822           | At    | N           | Încarcă foto            | Raportează eroare |
| 158 | Tănătari 46°43′17″N 29°25′13″E / 46.721384°N 29.420341°E                | Monument la mormântul a 94 ostași căzuți în 1944                                                                 | 1970           | Is    | N           | Încarcă foto            | Raportează eroare |
| 159 | Tocuz 46°31′22″N 29°17′55″E / 46.522895350089°N 29.298572403601°E       | Biserica „Sf. Nicolae”                                                                                           | 1873           | At    | N           | Încarcă foto            | Raportează eroare |
| 160 | Tocuz                                                                   | Monument la mormântul comun al 5 ostași căzuți în 1944                                                           | 1979           | At    | N           | Încarcă foto            | Raportează eroare |
| 162 | Ucrainca                                                                | Monument în memoria consătenilor căzuți în război (1941-1945)                                                    |                | Is    | L           | Încarcă foto            | Raportează eroare |
| 163 | Ucrainca                                                                | Monument la mormântul comun al ostașilor căzuți în 1944                                                          |                | Is    | N           | Încarcă foto            | Raportează eroare |
| 165 | Ursoaia 46°42′29″N 29°26′41″E / 46.707926087202°N 29.444714313791°E     | Biserica „Sf. Nicolae”                                                                                           | 1889           | At    | N           | Încarcă foto            | Raportează eroare |
| 166 | Ursoaia                                                                 | Monument la mormântul comun al 7 ostași căzuți în 1944 și în memoria consătenilor căzuți în război (1941-1945)   |                | Is    | N           | Încarcă foto            | Raportează eroare |
| 168 | Zaim 46°37′06″N 29°21′19″E / 46.618252912839°N 29.355145972321°E        | Biserica „Sf. Arhangheli Mihail și Gavriil”                                                                      | 1871           | At    | N           | galerie \| Încarcă foto | Raportează eroare |
| 169 | Zaim 46°37′03″N 29°21′14″E / 46.61741457218°N 29.3539038511°E           | Casa memorială a poetului Alexei Mateevici                                                                       | 1990           | At    | N           | galerie \| Încarcă foto | Raportează eroare |
| 171 | Zaim 46°37′06″N 29°20′58″E / 46.618434°N 29.34936°E                     | Memorial militar la mormântul comun al 25 ostași căzuți în 1944                                                  | 1970           | Is    | N           | galerie \| Încarcă foto | Raportează eroare |